# مرسي (فلم 2026)
مرسي (بالإنجليزية: Mercy) هو فيلم إثارة وخيال علمي أمريكي قادم، من إخراج تيمور بيكمامبيتوف وكتابة ماركو فان بيل، ومن إنتاج تشارلز روفن وتيمور بيكمامبيتوف، وبطولة كريس برات، وريبيكا فيرغسون، وأنابيل واليس.
من المقرر إصدار الفيلم في الولايات المتحدة في 23 يناير 2026، من قبل استوديوهات أمازون إم جي إم.

## القصة
يجب على محقق أن يثبت براءته بعد أن يُتَّهَم بجريمة.

## طاقم التمثيل
- كريس برات
- ريبيكا فيرغسون
- أنابيل واليس
- كالي رايس
- رافي جافرون
- كريس سوليفان
- كينيث تشوي
- كايلي روجرز
- جيف بيير

## الإنتاج
تم الإعلان في يناير 2024 عن إنتاج فيلم إثارة وخيال علمي بعنوان مرسي لصالح استوديوهات أمازون إم جي إم عبر شركة مترو-غولدوين-ماير، من بطولة كريس برات، ومن إخراج تيمور بيكمامبيتوف، ومن تأليف ماركو فان بيل، ومن إنتاج تشارلز روفن، روبرت أميدون، بيكمامبيتوف، وماجد نصيف.
في مارس، انضمت ريبيكا فيرغسون وأنابيل واليس إلى طاقم الفيلم في أدوار لم يُعلن عنها. وفي أبريل، انضم كل من كالي رايس، ورافي جافرون، وكريس سوليفان، وكينيث تشوي، وكايلي روجرز إلى الطاقم. أما في مايو، فانضم جيف بيير.
بدأ التصوير الرئيسي في 18 أبريل 2024 في لوس أنجلوس، مع خالد محتسب كمدير تصوير. وتعرض كريس برات لإصابة في الكاحل في اليوم الرابع من التصوير، حيث نشر صورة لكاحله المتورم على حسابه في إنستغرام. وانتهى التصوير في 23 مايو.

## الإصدار
من المقرر عرض مرسي في الولايات المتحدة في 23 يناير 2026، بعد أن كان من المقرر عرضه سابقًا في 15 أغسطس 2025.